# 빌리 엉거
윌리엄 브렌트 "빌리" 엉거(영어: William Brent "Billy" Unger, 1995년 10월 15일 ~ )는 미국의 배우이자 성우이다. 애니메이션 《새미의 어드벤처》에서 주인공 새미를 연기하였다.
플로리다주에서 삼형제의 막내로 태어난 빌리 엉거는, 2006년 배우가 되기 위해 로스앤젤레스로 이주했다. 이후 드라마에서 크고 작은 비중의 조역으로 많이 출연했다.

## 출연 작품
- 더 로스트 메달리온: 더 어드벤쳐 오브 빌리 스톤 (2013)
- 새미의 어드벤쳐 2 (2012)
- 잭과 콩나무(영어판) (2010)
- 유 어게인 (2010)
- 새미의 어드벤쳐 (2010)
- 아퍼저트 데이  (2009)
- 일리언 (2009)
- 아드레날린 24 2 (2009)
- 신부들의 전쟁 (2009)
- 내셔널 트레져: 비밀의 책 (2007)